# 新赫雷布利亞 (基輔州)
50°34′54″N 29°53′5″E / 50.58167°N 29.88472°E
新赫雷布利亞（烏克蘭語：Нова Гребля）是位於烏克蘭北部的村莊，由基辅州布恰区的博罗江卡市镇負責管轄。該村處於茲德尼日河畔，始建於1640年，面積15.02平方公里，海拔高度143米，2001年人口615。